# Vivo
Vivo (celým názvem čínsky v českém přepisu Wej-wo I-tung Tchung-sin Jou-sien Kung-s’, pchin-jinem Wéiwò Yídòng Tōngxìn Yǒuxiàn Gōngsī, znaky 維沃移動通信有限公司, anglicky Vivo Mobile Communications Co Ltd) je čínský výrobce a značka spotřební elektroniky založená v roce 2009 ve městě Tung-kuan. Vivo je hlavní divizí společnosti BBK Electronics. Výzkumný tým vivo, který čítá přes 10 000 zaměstnanců, lze nalézt v devíti centrech v Asii a Spojených státech amerických. Ročně vyrobí na 200 miliónů smartphonů a výrobní střediska má v Šen-čenu, Dongguanu, Nanjingu, Pekingu, Hangzhou, Šanghaji a Xi'anu.

## Produkty

### Série X
Řada s prémiovými telefony se zaměřením na kvalitní mobilní fotografii.
- Vivo X200 Pro a Ultra
- Vivo X100 Pro a Ultra[4]
- Vivo X90 Pro
- Vivo X80 Pro
- Vivo X80 Lite
- Vivo X60 Pro

### Série V
Střední třída.
- Vivo V40 SE
- Vivo V30
- Vivo V29
- Vivo V29 Lite 5G
- Vivo V23 5G
- Vivo V21 5G

### Série Y
Základní modely.
- Vivo Y17s
- Vivo Y36
- Vivo Y35
- Vivo Y55 5G
- Vivo Y01
- Vivo Y76 5G
- Vivo Y21
- Vivo Y21s
- Vivo Y33s
- Vivo Y52 5G
- Vivo Y72 5G
- Vivo Y20s
- Vivo Y11s

### Příslušenství
- Vivo TWS 2e
- Vivo TWS 2 ANC
- Vivo Wireless Flash Charger
- Vivo Flash Charger 44W